# SN 2007kn
SN 2007kn – supernowa typu II-? odkryta 13 września 2007 roku w galaktyce A204809-0100. W momencie odkrycia miała maksymalną jasność 22,00m.